# Lista dos senhores de Chantilly
Abaixo está uma lista dos senhores de Chantilly, incluindo o nome do Castelo de Chantilly, de onde o título tem o nome. Várias famílias foram incluídas como proprietárias da terra e a sucessão é dada ao filho mais velho, a menos que especificado.

## Casa de Bouteillers de Senlis (antes de 1221–1358)
| Nome                                   | Brasão de armas (Blazon) |
| -------------------------------------- | ------------------------ |
| Gui IV, Le Boutellier de Senlis        |                          |
| Gui V, Le Boutellier de Senlis         |                          |
| Gui VI, Le Boutellier de Senlis        |                          |
| Guilherme II, Le Boutellier de Senlis  |                          |
| João I, Le Boutellier de Senlis        |                          |
| Guilherme III, Le Boutellier de Senlis |                          |
| Guilherme IV, Le Boutellier de Senlis  |                          |

| Nome                | Prazo      | Brasão de armas (Blazon)                    |
| ------------------- | ---------- | ------------------------------------------- |
| João I de Clermont  | 1347–1356? | Blason Jean de Clermont, Maréchal de France |
| João II de Clermont | 1356–1386  | Blason Jean de Clermont, Maréchal de France |

## Casa de Orgemont (1386-1484)
| Nome                 | Prazo        | Brasão de armas (Blazon)            |
| -------------------- | ------------ | ----------------------------------- |
| Pierre d'Orgemont    | 1315? – 1345 | Blason famille fr Pierre d'Orgemont |
| Amaury d'Orgemont    | 1345 – 1375  | Blason famille fr Pierre d'Orgemont |
| Pedro II d'Orgemont  | 1375 – 1415  | Blason famille fr Pierre d'Orgemont |
| Pedro III d'Orgemont | 1415 – 1484  | Blason famille fr Pierre d'Orgemont |

## Casa de Montmorency (1484-1632)
| Nome                       | Outros títulos                                                                            | Retrato                                                 | Termo                                       | O brasão de armas (Blazon)          |
| -------------------------- | ----------------------------------------------------------------------------------------- | ------------------------------------------------------- | ------------------------------------------- | ----------------------------------- |
| Guilherme de Montmorency   | Barão de Montmorency                                                                      | Portrait de Guillaume de Montmorency - MBA Lyon         | 17 de julho de 1484 - 14 de maio de 1531    | Blason Mathieu II de Montmorency    |
| Anne de Montmorency        | Barão, mais tarde Duque de Montmorency                                                    | Clouet-montmorencyanne                                  | 14 de Maio de 1531 - 12 de Novembro de 1567 | Coat of arms of Anne de Montmorency |
| Francisco de Montmorency   | Duque de Montmorency, Conde de Dammartin, Barão de Châteaubriant e Senhor da Ilha de Adam | Dejuinne - François de Montmorency (1530-1579) - MV 979 | 12 de novembro de 1567 - 6 de maio de 1579  | Blason Mathieu II de Montmorency    |
| Henrique I de Montmorency  | Duque de Montmorency, Conde de Dammartin, Barão de Châteaubriant e Senhor da Ilha de Adam | Henri Ier de Montmorency                                | 6 de maio de 1579 - 2 de abril de 1614      | Blason Mathieu II de Montmorency    |
| Henrique II de Montmorency | Duque de Montmorency, Conde de Dammartin, Barão de Châteaubriant e Senhor da Ilha de Adam | Henri II de Montmorency                                 | 2 de abril de 1614 - 20 de outubro de 1632  | Blason Mathieu II de Montmorency    |

## Casa de Bourbon-Condé(1632-1830)
| Nome                                | Outros títulos | Retrato                                                                                 | Termo                                           | O brasão de armas (Blazon)                    |
| ----------------------------------- | --- | --------------------------------------------------------------------------------------- | ----------------------------------------------- | --------------------------------------------- |
| Henrique II de Bourbon-Condé        | Príncipe de Condé, Par da França, Duque de Montmorency, Duque de Albret, Duque de Enghien, Duque de Bellegarde e Conde de Sancerre                                               | Henri, Prince of Condé                                                                  | 20 de outubro de 1632 - 26 de setembro de 1646  | Coat of Arms of Henri II de Bourbon-Condé     |
| Luís II de Bourbon-Condé            | Príncipe de Condé, Duque de Bourbon, Duque de Montmorency, Duque de Enghien, Duque de Bellegarde, Duque de Fronsac, Duque de Châteauroux, Conde de Sancerre e Conde de Charolais | Louis, Grand Condé                                                                      | 26 de Setembro de 1646 - 11 de Dezembro de 1686 | Coat of arms of the Prince of Condé           |
| Henrique III Jules de Bourbon-Condé | Príncipe de Condé, Duque de Bourbon, Duque de Montmorency, Duque de Enghien, Duque de Bellegarde, Duque de Châteauroux, Duque de Guise, Conde de Sancerre e Conde de Charolais   | Henri Jules de Bourbon, cinquième prince de Condé, jeune homme, d'après Claude Lefebvre | 11 de Dezembro de 1686 - 1 de Abril de 1709     | Coat of arms of the Prince of Condé           |
| Luís III de Bourbon-Condé           | Príncipe de Condé, Duque de Bourbon, Duque de Montmorency, Duque de Enghien, Duque de Bellegarde, Duque de Châteauroux, Duque de Guise, Conde de Sancerre e Conde de Charolais   | Louis III de Bourbon, Prince de Condé - Musée Condé PE651                               | 1 de Abril de 1709 - 4 de Maio de 1710          | Coat of arms of the Prince of Condé           |
| Luís IV Henrique de Bourbon-Condé   | Príncipe de Condé, Duque de Bourbon, Duque de Montmorency, Duque de Enghien, Duque de Bellegarde, Duque de Châteauroux, Duque de Guise, Conde de Sancerre e Conde de Charolais   | Gobert, attributed to -Louis Henri of Bourbon, Prince of Condé - Versailles, MV3727     | 4 de Maio de 1710 - 27 de Janeiro de 1740       | Coat of Arms of Louis Joseph, Prince of Condé |
| Luís V José de Bourbon-Condé        | Príncipe de Condé, Duque de Bourbon, Duque de Montmorency, Duque de Enghien, Duque de Bellegarde, Duque de Châteauroux, Duque de Guise, Conde de Sancerre e Conde de Charolais   | Louis Joseph de Bourbon Prince of Conde                                                 | 27 de janeiro de 1740 - 13 de maio de 1818      | Blason du dernier prince de Condé             |
| Luís VI Henrique de Bourbon-Condé   | Príncipe de Condé, Duque de Bourbon, Duque de Montmorency, Duque de Enghien, Duque de Bellegarde, Duque de Châteauroux, Duque de Guise, Conde de Sancerre e Conde de Charolais   | Louis VI Henri de Bourbon, Prince de Condé, Delaval, Chantilly                          | 13 de maio de 1818 - 27 de agosto de 1830       | Blason du dernier prince de Condé             |

## Casa de Orleães(1830–1897)
| Nome                | Outros Títulos                                      | Retrato                                                           | Prazo                                    | Brasão de armas (Blazon)                    |
| ------------------- | --------------------------------------------------- | ----------------------------------------------------------------- | ---------------------------------------- | ------------------------------------------- |
| Henrique de Orleães | Príncipe de Condé, Duque de Guise e Duque de Aumale | Henri d'Orléans, Duc D'Aumale, Studio of Franz-Xaver Winterhalter | 27 de agosto de 1830 – 7 de maio de 1897 | Coat of arms of Henri d'Orleans (1822-1897) |